# Южный (Усть-Лабинский район)
Ю́жный — посёлок в Усть-Лабинском районе Краснодарского края России.
Входит в состав Вимовского сельского поселения.

## География
Посёлок находится в верховьях реки Кирпили, на расстоянии 20 км к северо-востоку от города Усть-Лабинск, административного центра района.

## Население
| 2002 | 2010  |
| ---- | ----- |
| 1091 | ↘1036 |

## Улицы
| - пер. Восточный, - ул. Зелёная, - ул. Комсомольская, | - ул. Кубанская, - ул. Новая, - ул. Новофермовская, | - ул. Северная, - ул. Школьная, - ул. Южная. |